# Arne Berg
Axel Arne Berg (Ösmo, Comtat d'Estocolm, 3 de desembre de 1909 - Årsta, 15 de febrer de 1997) va ser un ciclista suec que va competir durant la dècada de 1930.
Durant la seva carrera va prendre part en dues edicions dels Jocs Olímpics d'Estiu, els de 1932, a Los Angeles, on guanyà una medalla de bronze en la prova de contrarellotge per equips, junt a Bernhard Britz i Sven Höglund; i els de 1936, a Berlín. En el seu palmarès també destaquen diversos campionats nacionals.

## Palmarès
- 1931
  -  Campió de Suècia en ruta
  -  Campió de Suècia de 100km contrarellotge
- 1932
  -  Medalla de bronze en la contrarellotge per equips dels Jocs Olímpics de Los Angeles
- 1933
  - 1r a la Sex-Dagars
- 1934
  -  Campió de Suècia de 150km contrarellotge, classificació per equips (amb Nils Andersson i Berndt Carlsson)
  - 1r a la Nordisk Mesterskab, contrarellotge individual
  - 1r a la Nordisk Mesterskab, contrarellotge per equips (amb Berndt Carlsson, Rudolf Gustavsson i Sven Thor)
- 1935
  -  Campió de Suècia de 150km contrarellotge, classificació per equips (amb Nils Andersson i Berndt Carlsson)
- 1936
  -  Campió de Suècia de contrarellotge, classificació per equips (amb Berndt Carlsson i Sven Höglund)
- 1937
  -  Campió de Suècia en ruta, classificació per equips (amb Sven Johansson i Nils Andersson)